# Фільмографія Ешлі Тісдейл
Американська актриса Ешлі Тісдейл з'явилася в багатьох фільмах і телевізійних програмах, оскільки почала свою кар'єру в 1988 році. Вона дебютувала у віці 12 років з невеликої ролі в телесеріалі Розумний хлопець (1997 ) і 7th Heaven. Рік по тому, вона отримала першу роль озвучки в художньому фільмі Пригоди Фліка. У наступні роки, у неї були невеликі ролі в декількох телевізійних шоу, таких як Беверлі-Хіллз, 90210 (2000), Аманда Шоу (2000), Hughleys (2002), Still Standing (2003) і Boston Public (2000). Її роль в останньому фільмі принесла їй номінацію "Найкращий спектакль в серії телевізійного серіалу" в премії Молодий артист. Потім отримала першу головну роль на Disney Channel в Життя Зака і Коді в 2005 році, (2005-2008 рр.)
Роль-прорив Тісдейл отримала у 2006 році в телефільмі Шкільній мюзикл, який став найпопулярнішим фільмом Disney Channel в цьому році. High School Musical серія стала успішною франшизою, яка включала другий телефільм High School Musical 2 (2007), художній фільм High School Musical 3: Випускний (2008) та спін-офф фільму Неймовірні пригоди Шарпей (2011). За час своєї кар'єри Тісдейл мала численні ролі голосу. У неї головна роль у Фінеас і Ферб (2007-теперішній час), який став найпопулярнішим телебачення мультсеріал серед дітей та підлітків і були дуже позитивні відгуки. Мала роль як гість у Kim Possible (2007), Гріфіни (2009), Cleveland Show (2009), Гленн Мартін, DDS (2009) та Рибальські гачки (2009). У 2010 році Тісдейл зробила її повернення на телебачення. У неї була провідна роль у серії Hellcats CW в (2010-2011) і невеликі ролі в Сини Анархії (2012), Raising Hope (2012) та Super Fun Night (2013). У 2013 році Тісдейл був кинутий у провідних ролей у художніх фільмах Дуже страшне кіно 5 (2013), четверте продовження фільму (2000). Вона також працювала виконавчим продюсером у ряді фільмів і телевізійних шоу, в тому числі Крізь об'єктив (2008) та Неймовірні пригоди Шарпей, реаліті-шоу Місс Порада (2012) та майбутнє кіно каналу Дісней, Cloud 9 (2014).

## Фільми

### Як актриса
| Рік  | Назва                            | Роль            | Примітки                                    |                  |                                           |
| ---- | -------------------------------- | --------------- | ------------------------------------------- | ---------------- | ----------------------------------------- |
| 1998 | Всі пси святкують Різдво         | Роль            | Примітки                                    | Додаткові голоси | Озвучка, позначено як Ешлі Мішель Тістейл |
| 1998 | Пригоди Фліка                    | Мурашка-скаут   | Озвучка                                     |                  |                                           |
| 2001 | Донні Дарко                      | Кім             |                                             |                  |                                           |
| 2002 | The Mayor of Oyster Bay          | Дженніфер       | Тв-фільм                                    |                  |                                           |
| 2002 | Вибір Натана                     | Стефані         |                                             |                  |                                           |
| 2006 | Шкільний мюзикл                  | Шарпей Еванс    | Головна роль, Disney Channel Original Movie |                  |                                           |
| 2006 | Шепіт серця                      | Юко Харада      | Озвучка                                     |                  |                                           |
| 2007 | Шкільний мюзикл: Канікули        | Шарпей Еванс    | Disney Channel Original Movie               |                  |                                           |
| 2008 | Крізь об'єктив                   | Менді Гілберт   | головна роль                                |                  |                                           |
| 2008 | Шкільний мюзикл: Випускний       | Шарпей Еванс    | Головна роль                                |                  |                                           |
| 2009 | Прибульці на горищі              | Бетані Пірсон   |                                             |                  |                                           |
| 2011 | Фінеас і Ферб у другому вимірі   | Кендіс Флінн    | Озвучка                                     |                  |                                           |
| 2011 | Неймовірні пригоди Шарпей        | Шарпей Еванс    | Disney Channel Original Movie, головна роль |                  |                                           |
| 2013 | Дуже страшне кіно 5              | Джуді           | Головна роль                                |                  |                                           |
| 2013 | Зберегти Санту                   |                 | Озвучка, Головна роль                       |                  |                                           |
| 2014 | Sabrina the Teenage Witch        | Сабріна Спелман | Підготовка до виробництва                   |                  |                                           |
| 2014 | Phineas and Ferb: Mission Marvel | Кендіс Флінн    | Озвучка, Підготовка до виробництва          |                  |                                           |
| 2014 | Серце на шматки                  |                 | Зйомки, Підготовка до виробництва           |                  |                                           |
| 2015 | The Great Migration              |                 | Озвучка, Підготовка до виробництва          |                  |                                           |
| TBA  | Неспляча красуня                 |                 | Підготовка до виробництва                   |                  |                                           |
| TBA  | Маленька чарівниця               | Луіс Міллер     | Підготовка до виробництва                   |                  |                                           |
| TBA  | After Midnight                   |                 | Озвучка, Підготовка до виробництва          |                  |                                           |
| TBA  | Misfits Christmas                |                 | Підготовка до виробництва                   |                  |                                           |
| TBA  | Touch A New Day                  | Лейтон Джонсон  | Disney Channel Original                     |                  |                                           |
| TBA  | Holly, Jingles and Clyde 3D      | Елізабет        | підготовка до виробництва                   |                  |                                           |
| TBA  | Jonah & the Whale                | Mason           | підготовка до виробництва                   |                  |                                           |
| TBA  | The Last First Time              | Міранда         | Підготовка до виробництва                   |                  |                                           |

### Як персона
| Рік  | Назва                           | Роль | Примітка             |
| ---- | ------------------------------- | ---- | -------------------- |
| 2007 | Добийся успіху: Все за перемогу | Себе | Відео для DVD        |
| 2007 | Дещо про Ешлі                   | Себе | Документальний фільм |

### Як продюсер
| Рік  | Назва                     | Роль                | Примітка                       |
| ---- | ------------------------- | ------------------- | ------------------------------ |
| 2008 | Крізь об'єктив            | Виконавчий продюсер | Оригінальне кіно ABC Family    |
| 2011 | Неймовірні пригоди Шарпей | Виконавчий продюсер | Оригінальне кіно каналу Дісней |
| 2014 | Хмаринка номер 9          | Виконавчий продюсер | Оригінальне кіно каналу Дісней |

## Телебачення

### Як актриса
| Рік          | Назва                                   | Роль                                        | Епізоди і примітки |
| ------------ | --------------------------------------- | ------------------------------------------- | --- |
| 1995         | Mimi wo sumaseba                        | Юко Харада                                  | Озвучка |
| 1997         | Розумний хлопець                        | Емі                                         | «A Little Knowledge» (Сезон 1, епізод 6) |
| 1997         | Сьоме небо                              | Дженіс                                      | «Breaking Up Is Hard to Do» (Сезон 2, епізод 6) |
| 2000         | Беверлі-Хіллз, 90210                    | Ніколь Луміс                                | «Fertile Ground» (Сезон 10, епізод 15) |
| 2000         | Кінозірки                               | Студентка                                   | «Stand By Me» (Сезон 2, епізод 10) |
| 2000         | Шоу Аманди                              | Член аудиторії                              | «Episode #2.16» (сезон 2, епізод 16) «Episode #2.17» (сезон 2, епізод 17) «Vitamin C» (сезон 4, епізод 1)                                                                 |
| 2000         | Шоу Джини Девіс                         | Трейсі                                      | «Motherly Advice» (сезон 1, епізод 5) |
| 2000         | Boston Public                           | Carol Prader                                | «Chapter Five» (сезон 1, епізод 5) |
| 2001         | Бітті                                   | Джесіка                                     | «The Invisible Mom» (Сезон 1, епізод 14) |
| 2001         | 100 добрих вчинків Едді Мак-Дауда       | Венді                                       | «Matchmaking Mutt» (сезон 2, епізод 6) |
| 2001         | Once and Again                          | Марні                                       | «Best of Enemies» (сезон 2, episode 18) |
| 2001         | Kate Brasher                            | Вайнона                                     | «Georgia» (сезон 1, episode 6) |
| 2001         | Всі жінки відьми                        | Runaway Teen                                | «Look Who's Barking» (сезон 3, епізод 21) |
| 2002         | The Hughleys                            | Стефані                                     | «I Have a Scheme» (сезон 4, епізод 13) «Bored of the Rings» (сезон 4, епізод 16) «You've Got Male» (сезон 4, епізод 18)                                                   |
| 2002         | Малкольм у центрі уваги                 | Дівчина                                     | «Jury Duty» (Сезон 3, епізод 20) |
| 2003         | Сильні ліки                             | Sherry Lowenstein                           | «Addicted to Love» (сезон 3, episode 20) |
| 2003         | Grounded for Life                       | Лиа                                         | «Just Like a Woman» (сезон 3, episode5) |
| 2003         | George Lopez                            | Олівія                                      | «I Only Have Eyes for You» (сезон 2, episode 21) |
| 2003         | Still Standing                          | Bonnie                                      | «Still Romancing» (сезон 1, episode 15) «Still Hairdressing» (сезон 1, episode 16) «Still the Bad Parents» (сезон 2, episode 3) «Still Interfering» (Season 2, episode 8) |
| 2005         | Disney 411                              |                                             | «Monsters Inc.» |
| 2005         | Disney Channel Holiday                  | Медді Фіцпатрік                             | |
| 2005-2008    | The Suite Life of Zack & Cody           | Медді Фіцпатрік                             | Series regular (Сезони 1—3) |
| 2006         | Ханна Монтана                           | Медді Фіцпатрік                             | «On the Road Again» (Season 1, episode 12) |
| 2006         | MTV TRL                                 | Себе                                        | разом з Заком Ефроном |
| 2006         | Live at Jimmy Kimmel Show               | Себе                                        | |
| 2006         | MTV TRL                                 | Себе                                        | разом з Майлі Сайрус |
| 2006-2007    | Disney 365                              |                                             | Walt Disney World Christmas Parade (2006) Radio Disney 10th Birthday Concert (2006) Pirates of the Caribbean 2 Premiere (2006) HIgh School Musical Tour (2007)            |
| 2007         | Припанковані                            | Себе                                        | «Hilary Swank/Ashley Tisdale/Chamillionaire» (Season 8, episode 2) «Evangeline Lilly/Chuck Liddell/Zac Efron» (Season 8, episode 3)                                       |
| 2007         | Kim Possible                            | Camille Leon Additional voices (voice)      | «Trading Faces» (Season 4, episode 3) «Fashion Victim» (Season 4, episode 10) «Chasing Rufus» (Season 4, episode 19a) «Nursery Crimes»                                    |
| 2007         | Подвійне життя Ханни Монтани            | Медді Фіцпатрік                             | |
| 2007         | Wish Gone Amiss                         | Медді Фіцпатрік                             | |
| 2007         | MTV TRL                                 | Себе                                        | |
| 2007         | The Sauce                               | Себе                                        | на каналі FuseTV |
| 2007         | Good Morning America                    | Себе                                        | |
| 2007         | THE VIEW                                | Себе                                        | |
| 2007         | The Early Show                          | Себе                                        | |
| 2007         | Viva Live Show                          | Себе                                        | |
| 2007         | Good Morning America                    | Себе                                        | |
| 2007         | MTV TRL                                 | Себе                                        | |
| 2007         | The Early Show                          | Себе                                        | |
| 2007         | MTV TRL                                 | Себе                                        | |
| 2007-present | Фінеас і Ферб                           | Кендіс Флін (озвучка) / Constance (озвучка) | Main role (all episodes to date) |
| 2008         | High School Musical: Get in the Picture | Ешлі Тісдейл/Шарпей Еванс                   | Реаліті-шоу |
| 2009         | The Suite Life on Deck                  | Медді Фіцпатрік                             | «Maddie on Deck» (Сезон 1, епізод 13) |
| 2009         | Yay Me! Starring London Tipton          | Медді Фіцпатрік                             | |
| 2010         | The Cleveland Show                      | Lacey Stapleton (voice)                     | «The Curious Case of Jr. Working at The Stool» (Season 1, episode 14) |
| 2010         | Гріфіни                                 | Прісцилла / Келлі (озвучка)                 | «And Then There Were Fewer» (Season 9, episode 1) «Brian Writes a Bestseller» (Season 9, episode 6)                                                                       |
| 2010         | Glenn Martin, DDS                       | Кетті (озвучка)                             | «Dad News Bears» (сезон 2, епізод 11) |
| 2010         | Ловися рибко                            | Clamantha (озвучка)                         | «Bea Stays in the Picture» (сезон 1, епізод 1) |
| 2010-2011    | Пекельні кішкі                          | Саванна Монро                               | Головна роль (22 епізоди) |
| 2010-2011    | Ток шоу з Фінесом і Фербом              | Кендіс                                      | Головна роль (20 епізодів) |
| 2011         | The Suite Life on Deck                  | Медді Фіцпатрік                             | «London Gets Pranky» |
| 2012         | Raising Hope                            | Mary Louise                                 | «Jimmy's Fake Girlfriend» (Season 2, episode 14) |
| 2012         | Припанковані                            | Себе                                        | «Nick Cannon/New Boyz/Ashley Tisdale/Demi Lovato» (Season 9, episode 6)                                                                                                   |
| 2012         | Сини анархії                            | Емма Джин                                   | «Laying Pipe» «Sovereign» |
| 2013         | Сабріна: Секрети Юної Відьми            | Сабріна Спелман                             | Озвучка |
| 2013         | Супер Весела Ніч                        | Жасмін                                      | |
| 2014         | Under Construction                      |                                             | Підготовка до виробництва, головна роль |
| 2014         | Before We Made It                       | Петра                                       | ТВ-фільм, Підготовка до виробництва (також відомий як Boomtown та Untitled Spike Feresten/Louis CK Project)                                                               |

### Як персона
| Рік  | Назва                          | Роль | Примітки |
| ---- | ------------------------------ | ---- | --- |
| 2007 | Припанковані                   | Себе | «Hilary Swank/Ashley Tisdale/Chamillionaire» (Season 8, episode 2) «Evangeline Lilly/Chuck Liddell/Zac Efron» (Season 8, episode 3) |
| 2008 | Studio DC: Almost Live         | Себе | Особливе каналу Дісней |
| 2009 | Extreme Makeover: Home Edition | Себе | Особливе каналу Дісней |

### Як продюсер
| Рік  | Назва              | Роль                | Примітки                                      |
| ---- | ------------------ | ------------------- | --------------------------------------------- |
| 2012 | Miss Advised       | Виконавчий продюсер | Серії BRAVO                                   |
| 2013 | Inner Circle       | Виконавчий продюсер | Оригінальні серії E!                          |
| 2013 | In Bloom           | Виконавчий продюсер | Цифрові серії                                 |
| 2013 | Meet Cute          | Виконавчий продюсер |                                               |
| 2013 | Mr. Right          | Виконавчий продюсер |                                               |
| 2013 | The Keys           | Виконавчий продюсер |                                               |
| TBA  | Under Construction | Виконавчий продюсер | Підготовка до виробництва, також головна роль |